# Reclinghem
Reclinghem (flämisch: Reklingem) ist eine französische Gemeinde mit 5169 (Stand 1. Januar 2022) im Département Pas-de-Calais in der Region Hauts-de-France (vor 2016: Nord-Pas-de-Calais). Sie gehört zum Arrondissement Saint-Omer und zum Kanton Fruges (bis 2015 Kanton Fauquembergues).
Nachbargemeinden von Reclinghem sind Coyecques im Norden, Dennebrœucq im Nordwesten, Bomy im Nordosten, Mencas im Südwesten sowie Vincly im Süden.

## Bevölkerungsentwicklung
| Jahr      | 1962 | 1968 | 1975 | 1982 | 1990 | 1999 | 2007 | 2014 |
| Einwohner | 200  | 176  | 135  | 142  | 153  | 144  | 175  | 243  |

## Sehenswürdigkeiten
- Kirche Saint-Firmin